# Arnold Denker
Arnold Sheldon Denker (Nova York, 20 de febrer de 1914 - Fort Lauderdale, 2 de gener de 2005) va ser un jugador i escriptor d'escacs estatunidenc, que ostentà el títol de Gran Mestre des de 1981. Va ser Campió dels Estats Units dos cops, els anys 1945 i 1946.
Els darrers anys de la seva vida va col·laborar amb diverses organitzacions d'escacs, i va rebre el reconeixement de la Federació d'Escacs dels Estats Units, inclòs el 2004, el seu més alt honor, Dean of American Chess («Degà dels escacs americans»).

## Resultats destacats en competició

### Primers anys
Denker va néixer al Bronx, a Nova York, al si d'una família jueva ortodoxa. Segons el mateix Denker, va aprendre a jugar a escacs el 1923, observant com jugaven els seus germans, però de manera seriosa en el seu primer any a l'Escola Secundària Theodore Roosevelt (Theodore Roosevelt High School), on els seus companys jugaven a la cafeteria per cinc centaus la partida. Després de perdre sempre els diners de l'esmorzar en aquestes partides, Denker va llegir el llibre Common Sense in Chess, de l'excampió del món Emanuel Lasker, que va trobar a la biblioteca de l'escola, i aviat "les monedes van retornar produint interessos".
Denker, que era un prometedor boxejador en els seus anys de joventut, es va donar a conèixer en els escacs en guanyar el campionat interescolar de Nova York el 1929, als 15 anys. En la dècada següent, es va assentar com un rival a tenir en compte per jugadors com Samuel Reshevsky, Reuben Fine i Isaac Kashdan per la consideració d'escaquista més potent dels Estats Units. Els anys 1938 i 1939 es proclamà campió de l'Estat de Nova York.
El 1940 Denker va guanyar el primer dels seus sis Campionats del Manhattan Chess Club. Esdevingué campió dels Estats Units el 1944, guanyant catorze partides (inclosa una contra Fine), empatant-ne 3 i sense perdre'n cap (aquesta puntuació del 91 per cent va ser el millor percentatge de victòries en la història del Campionat dels Estats Units, fins que Bobby Fischer va puntuar 11-0 el 1963-1964). Denker va defensar amb èxit el seu títol dels EUA en un matx el 1946 contra Herman Steiner, guanyant 6-4 a Los Angeles.
El 1950 va rebre el títol de Mestre Internacional per part de la FIDE.

### Els anys de la Segona Guerra Mundial
Durant la Segona Guerra Mundial, Denker va jugar exhibicions en bases militars i a bord de portaavions. El 1945 va jugar al primer tauler en el matx per ràdio per equips entre els Estats Units i l'URSS, perdent les seves dues partides contra Mikhaïl Botvínnik, i el 1946 va viatjar a Moscou per jugar el matx de revenja, i va tornar a perdre ambdues partides, aquest cop contra Vassili Smislov. També el 1946, va participar en el Torneig de Groningen, on hi puntuà 9½ de 19, però aconseguí taules contra Botínnik i Smislov.
David Hooper i Kenneth Whyld, al seu llibre The Oxford Companion to Chess, relaten la «mala sort» de Denker, ja que va assolir la seva maduresa com a escaquista quan es produïa el fragor de la Segona Guerra Mundial, la qual cosa feia que es juguessin torneigs d'escassa envergadura per la seva capacitat (Hooper & Whyld 1992).
El 1947, Denker va publicar una col·lecció autobiogràfica de partides al seu llibre If You Must Play Chess.

### Darrers anys
El 1981, la FIDE li va concedir el títol de Gran Mestre Internacional. En els següents anys, va passar a ser un important organitzador de torneigs, treballant en les juntes directives de la Fundació d'Escacs Americana, la Federació d'Escacs dels Estats Units (USCF), i la Fundació d'Escacs dels EUA. El prestigiós Torneig de Campions d'Escola Secundària dels Estats Units rep el seu nom (Denker Tournament of High School Champions). Denker va continuar jugant als escacs, tot i que molt per sota de la seva capacitat anterior (el seu darrer Elo FIDE va ser de 2293). Va escriure molts articles d'escacs, i el 1995 publicà el llibre The Bobby Fischer I Knew and Other Stories, juntament amb Larry Parr, Hypermodern Press.
El 1992 Denker va ser inclòs al Saló de la Fama dels Escacs dels Estats Units. Va rebre el més alt honor escaquístic dels Estats Units l'11 de juny de 2004, quan va esdevenir la tercera persona en ser proclamada «Degà dels escacs americans» per la USCF.
Denker va morir de càncer cerebral el 2 de gener de 2005 a Fort Lauderdale, Florida.

## Partida destacada
|   | a | b | c | d | e | f | g | h |   |
| 8 | a8 negres torre · b8 negres cavall · c8 negres alfil · d8 negres dama · a7 negres peó · c7 negres peó · g7 negres peó · h7 blanques alfil · b6 negres peó · d6 negres peó · h6 negres alfil · d5 blanques peó · g5 negres rei · c4 blanques peó · e4 blanques dama · g3 blanques peó · a2 blanques peó · b2 blanques peó · h2 blanques peó · f1 blanques torre · h1 blanques rei | a8 negres torre · b8 negres cavall · c8 negres alfil · d8 negres dama · a7 negres peó · c7 negres peó · g7 negres peó · h7 blanques alfil · b6 negres peó · d6 negres peó · h6 negres alfil · d5 blanques peó · g5 negres rei · c4 blanques peó · e4 blanques dama · g3 blanques peó · a2 blanques peó · b2 blanques peó · h2 blanques peó · f1 blanques torre · h1 blanques rei | a8 negres torre · b8 negres cavall · c8 negres alfil · d8 negres dama · a7 negres peó · c7 negres peó · g7 negres peó · h7 blanques alfil · b6 negres peó · d6 negres peó · h6 negres alfil · d5 blanques peó · g5 negres rei · c4 blanques peó · e4 blanques dama · g3 blanques peó · a2 blanques peó · b2 blanques peó · h2 blanques peó · f1 blanques torre · h1 blanques rei | a8 negres torre · b8 negres cavall · c8 negres alfil · d8 negres dama · a7 negres peó · c7 negres peó · g7 negres peó · h7 blanques alfil · b6 negres peó · d6 negres peó · h6 negres alfil · d5 blanques peó · g5 negres rei · c4 blanques peó · e4 blanques dama · g3 blanques peó · a2 blanques peó · b2 blanques peó · h2 blanques peó · f1 blanques torre · h1 blanques rei | a8 negres torre · b8 negres cavall · c8 negres alfil · d8 negres dama · a7 negres peó · c7 negres peó · g7 negres peó · h7 blanques alfil · b6 negres peó · d6 negres peó · h6 negres alfil · d5 blanques peó · g5 negres rei · c4 blanques peó · e4 blanques dama · g3 blanques peó · a2 blanques peó · b2 blanques peó · h2 blanques peó · f1 blanques torre · h1 blanques rei | a8 negres torre · b8 negres cavall · c8 negres alfil · d8 negres dama · a7 negres peó · c7 negres peó · g7 negres peó · h7 blanques alfil · b6 negres peó · d6 negres peó · h6 negres alfil · d5 blanques peó · g5 negres rei · c4 blanques peó · e4 blanques dama · g3 blanques peó · a2 blanques peó · b2 blanques peó · h2 blanques peó · f1 blanques torre · h1 blanques rei | a8 negres torre · b8 negres cavall · c8 negres alfil · d8 negres dama · a7 negres peó · c7 negres peó · g7 negres peó · h7 blanques alfil · b6 negres peó · d6 negres peó · h6 negres alfil · d5 blanques peó · g5 negres rei · c4 blanques peó · e4 blanques dama · g3 blanques peó · a2 blanques peó · b2 blanques peó · h2 blanques peó · f1 blanques torre · h1 blanques rei | a8 negres torre · b8 negres cavall · c8 negres alfil · d8 negres dama · a7 negres peó · c7 negres peó · g7 negres peó · h7 blanques alfil · b6 negres peó · d6 negres peó · h6 negres alfil · d5 blanques peó · g5 negres rei · c4 blanques peó · e4 blanques dama · g3 blanques peó · a2 blanques peó · b2 blanques peó · h2 blanques peó · f1 blanques torre · h1 blanques rei | 8 |
| 7 | a8 negres torre · b8 negres cavall · c8 negres alfil · d8 negres dama · a7 negres peó · c7 negres peó · g7 negres peó · h7 blanques alfil · b6 negres peó · d6 negres peó · h6 negres alfil · d5 blanques peó · g5 negres rei · c4 blanques peó · e4 blanques dama · g3 blanques peó · a2 blanques peó · b2 blanques peó · h2 blanques peó · f1 blanques torre · h1 blanques rei | a8 negres torre · b8 negres cavall · c8 negres alfil · d8 negres dama · a7 negres peó · c7 negres peó · g7 negres peó · h7 blanques alfil · b6 negres peó · d6 negres peó · h6 negres alfil · d5 blanques peó · g5 negres rei · c4 blanques peó · e4 blanques dama · g3 blanques peó · a2 blanques peó · b2 blanques peó · h2 blanques peó · f1 blanques torre · h1 blanques rei | a8 negres torre · b8 negres cavall · c8 negres alfil · d8 negres dama · a7 negres peó · c7 negres peó · g7 negres peó · h7 blanques alfil · b6 negres peó · d6 negres peó · h6 negres alfil · d5 blanques peó · g5 negres rei · c4 blanques peó · e4 blanques dama · g3 blanques peó · a2 blanques peó · b2 blanques peó · h2 blanques peó · f1 blanques torre · h1 blanques rei | a8 negres torre · b8 negres cavall · c8 negres alfil · d8 negres dama · a7 negres peó · c7 negres peó · g7 negres peó · h7 blanques alfil · b6 negres peó · d6 negres peó · h6 negres alfil · d5 blanques peó · g5 negres rei · c4 blanques peó · e4 blanques dama · g3 blanques peó · a2 blanques peó · b2 blanques peó · h2 blanques peó · f1 blanques torre · h1 blanques rei | a8 negres torre · b8 negres cavall · c8 negres alfil · d8 negres dama · a7 negres peó · c7 negres peó · g7 negres peó · h7 blanques alfil · b6 negres peó · d6 negres peó · h6 negres alfil · d5 blanques peó · g5 negres rei · c4 blanques peó · e4 blanques dama · g3 blanques peó · a2 blanques peó · b2 blanques peó · h2 blanques peó · f1 blanques torre · h1 blanques rei | a8 negres torre · b8 negres cavall · c8 negres alfil · d8 negres dama · a7 negres peó · c7 negres peó · g7 negres peó · h7 blanques alfil · b6 negres peó · d6 negres peó · h6 negres alfil · d5 blanques peó · g5 negres rei · c4 blanques peó · e4 blanques dama · g3 blanques peó · a2 blanques peó · b2 blanques peó · h2 blanques peó · f1 blanques torre · h1 blanques rei | a8 negres torre · b8 negres cavall · c8 negres alfil · d8 negres dama · a7 negres peó · c7 negres peó · g7 negres peó · h7 blanques alfil · b6 negres peó · d6 negres peó · h6 negres alfil · d5 blanques peó · g5 negres rei · c4 blanques peó · e4 blanques dama · g3 blanques peó · a2 blanques peó · b2 blanques peó · h2 blanques peó · f1 blanques torre · h1 blanques rei | a8 negres torre · b8 negres cavall · c8 negres alfil · d8 negres dama · a7 negres peó · c7 negres peó · g7 negres peó · h7 blanques alfil · b6 negres peó · d6 negres peó · h6 negres alfil · d5 blanques peó · g5 negres rei · c4 blanques peó · e4 blanques dama · g3 blanques peó · a2 blanques peó · b2 blanques peó · h2 blanques peó · f1 blanques torre · h1 blanques rei | 7 |
| 6 | a8 negres torre · b8 negres cavall · c8 negres alfil · d8 negres dama · a7 negres peó · c7 negres peó · g7 negres peó · h7 blanques alfil · b6 negres peó · d6 negres peó · h6 negres alfil · d5 blanques peó · g5 negres rei · c4 blanques peó · e4 blanques dama · g3 blanques peó · a2 blanques peó · b2 blanques peó · h2 blanques peó · f1 blanques torre · h1 blanques rei | a8 negres torre · b8 negres cavall · c8 negres alfil · d8 negres dama · a7 negres peó · c7 negres peó · g7 negres peó · h7 blanques alfil · b6 negres peó · d6 negres peó · h6 negres alfil · d5 blanques peó · g5 negres rei · c4 blanques peó · e4 blanques dama · g3 blanques peó · a2 blanques peó · b2 blanques peó · h2 blanques peó · f1 blanques torre · h1 blanques rei | a8 negres torre · b8 negres cavall · c8 negres alfil · d8 negres dama · a7 negres peó · c7 negres peó · g7 negres peó · h7 blanques alfil · b6 negres peó · d6 negres peó · h6 negres alfil · d5 blanques peó · g5 negres rei · c4 blanques peó · e4 blanques dama · g3 blanques peó · a2 blanques peó · b2 blanques peó · h2 blanques peó · f1 blanques torre · h1 blanques rei | a8 negres torre · b8 negres cavall · c8 negres alfil · d8 negres dama · a7 negres peó · c7 negres peó · g7 negres peó · h7 blanques alfil · b6 negres peó · d6 negres peó · h6 negres alfil · d5 blanques peó · g5 negres rei · c4 blanques peó · e4 blanques dama · g3 blanques peó · a2 blanques peó · b2 blanques peó · h2 blanques peó · f1 blanques torre · h1 blanques rei | a8 negres torre · b8 negres cavall · c8 negres alfil · d8 negres dama · a7 negres peó · c7 negres peó · g7 negres peó · h7 blanques alfil · b6 negres peó · d6 negres peó · h6 negres alfil · d5 blanques peó · g5 negres rei · c4 blanques peó · e4 blanques dama · g3 blanques peó · a2 blanques peó · b2 blanques peó · h2 blanques peó · f1 blanques torre · h1 blanques rei | a8 negres torre · b8 negres cavall · c8 negres alfil · d8 negres dama · a7 negres peó · c7 negres peó · g7 negres peó · h7 blanques alfil · b6 negres peó · d6 negres peó · h6 negres alfil · d5 blanques peó · g5 negres rei · c4 blanques peó · e4 blanques dama · g3 blanques peó · a2 blanques peó · b2 blanques peó · h2 blanques peó · f1 blanques torre · h1 blanques rei | a8 negres torre · b8 negres cavall · c8 negres alfil · d8 negres dama · a7 negres peó · c7 negres peó · g7 negres peó · h7 blanques alfil · b6 negres peó · d6 negres peó · h6 negres alfil · d5 blanques peó · g5 negres rei · c4 blanques peó · e4 blanques dama · g3 blanques peó · a2 blanques peó · b2 blanques peó · h2 blanques peó · f1 blanques torre · h1 blanques rei | a8 negres torre · b8 negres cavall · c8 negres alfil · d8 negres dama · a7 negres peó · c7 negres peó · g7 negres peó · h7 blanques alfil · b6 negres peó · d6 negres peó · h6 negres alfil · d5 blanques peó · g5 negres rei · c4 blanques peó · e4 blanques dama · g3 blanques peó · a2 blanques peó · b2 blanques peó · h2 blanques peó · f1 blanques torre · h1 blanques rei | 6 |
| 5 | a8 negres torre · b8 negres cavall · c8 negres alfil · d8 negres dama · a7 negres peó · c7 negres peó · g7 negres peó · h7 blanques alfil · b6 negres peó · d6 negres peó · h6 negres alfil · d5 blanques peó · g5 negres rei · c4 blanques peó · e4 blanques dama · g3 blanques peó · a2 blanques peó · b2 blanques peó · h2 blanques peó · f1 blanques torre · h1 blanques rei | a8 negres torre · b8 negres cavall · c8 negres alfil · d8 negres dama · a7 negres peó · c7 negres peó · g7 negres peó · h7 blanques alfil · b6 negres peó · d6 negres peó · h6 negres alfil · d5 blanques peó · g5 negres rei · c4 blanques peó · e4 blanques dama · g3 blanques peó · a2 blanques peó · b2 blanques peó · h2 blanques peó · f1 blanques torre · h1 blanques rei | a8 negres torre · b8 negres cavall · c8 negres alfil · d8 negres dama · a7 negres peó · c7 negres peó · g7 negres peó · h7 blanques alfil · b6 negres peó · d6 negres peó · h6 negres alfil · d5 blanques peó · g5 negres rei · c4 blanques peó · e4 blanques dama · g3 blanques peó · a2 blanques peó · b2 blanques peó · h2 blanques peó · f1 blanques torre · h1 blanques rei | a8 negres torre · b8 negres cavall · c8 negres alfil · d8 negres dama · a7 negres peó · c7 negres peó · g7 negres peó · h7 blanques alfil · b6 negres peó · d6 negres peó · h6 negres alfil · d5 blanques peó · g5 negres rei · c4 blanques peó · e4 blanques dama · g3 blanques peó · a2 blanques peó · b2 blanques peó · h2 blanques peó · f1 blanques torre · h1 blanques rei | a8 negres torre · b8 negres cavall · c8 negres alfil · d8 negres dama · a7 negres peó · c7 negres peó · g7 negres peó · h7 blanques alfil · b6 negres peó · d6 negres peó · h6 negres alfil · d5 blanques peó · g5 negres rei · c4 blanques peó · e4 blanques dama · g3 blanques peó · a2 blanques peó · b2 blanques peó · h2 blanques peó · f1 blanques torre · h1 blanques rei | a8 negres torre · b8 negres cavall · c8 negres alfil · d8 negres dama · a7 negres peó · c7 negres peó · g7 negres peó · h7 blanques alfil · b6 negres peó · d6 negres peó · h6 negres alfil · d5 blanques peó · g5 negres rei · c4 blanques peó · e4 blanques dama · g3 blanques peó · a2 blanques peó · b2 blanques peó · h2 blanques peó · f1 blanques torre · h1 blanques rei | a8 negres torre · b8 negres cavall · c8 negres alfil · d8 negres dama · a7 negres peó · c7 negres peó · g7 negres peó · h7 blanques alfil · b6 negres peó · d6 negres peó · h6 negres alfil · d5 blanques peó · g5 negres rei · c4 blanques peó · e4 blanques dama · g3 blanques peó · a2 blanques peó · b2 blanques peó · h2 blanques peó · f1 blanques torre · h1 blanques rei | a8 negres torre · b8 negres cavall · c8 negres alfil · d8 negres dama · a7 negres peó · c7 negres peó · g7 negres peó · h7 blanques alfil · b6 negres peó · d6 negres peó · h6 negres alfil · d5 blanques peó · g5 negres rei · c4 blanques peó · e4 blanques dama · g3 blanques peó · a2 blanques peó · b2 blanques peó · h2 blanques peó · f1 blanques torre · h1 blanques rei | 5 |
| 4 | a8 negres torre · b8 negres cavall · c8 negres alfil · d8 negres dama · a7 negres peó · c7 negres peó · g7 negres peó · h7 blanques alfil · b6 negres peó · d6 negres peó · h6 negres alfil · d5 blanques peó · g5 negres rei · c4 blanques peó · e4 blanques dama · g3 blanques peó · a2 blanques peó · b2 blanques peó · h2 blanques peó · f1 blanques torre · h1 blanques rei | a8 negres torre · b8 negres cavall · c8 negres alfil · d8 negres dama · a7 negres peó · c7 negres peó · g7 negres peó · h7 blanques alfil · b6 negres peó · d6 negres peó · h6 negres alfil · d5 blanques peó · g5 negres rei · c4 blanques peó · e4 blanques dama · g3 blanques peó · a2 blanques peó · b2 blanques peó · h2 blanques peó · f1 blanques torre · h1 blanques rei | a8 negres torre · b8 negres cavall · c8 negres alfil · d8 negres dama · a7 negres peó · c7 negres peó · g7 negres peó · h7 blanques alfil · b6 negres peó · d6 negres peó · h6 negres alfil · d5 blanques peó · g5 negres rei · c4 blanques peó · e4 blanques dama · g3 blanques peó · a2 blanques peó · b2 blanques peó · h2 blanques peó · f1 blanques torre · h1 blanques rei | a8 negres torre · b8 negres cavall · c8 negres alfil · d8 negres dama · a7 negres peó · c7 negres peó · g7 negres peó · h7 blanques alfil · b6 negres peó · d6 negres peó · h6 negres alfil · d5 blanques peó · g5 negres rei · c4 blanques peó · e4 blanques dama · g3 blanques peó · a2 blanques peó · b2 blanques peó · h2 blanques peó · f1 blanques torre · h1 blanques rei | a8 negres torre · b8 negres cavall · c8 negres alfil · d8 negres dama · a7 negres peó · c7 negres peó · g7 negres peó · h7 blanques alfil · b6 negres peó · d6 negres peó · h6 negres alfil · d5 blanques peó · g5 negres rei · c4 blanques peó · e4 blanques dama · g3 blanques peó · a2 blanques peó · b2 blanques peó · h2 blanques peó · f1 blanques torre · h1 blanques rei | a8 negres torre · b8 negres cavall · c8 negres alfil · d8 negres dama · a7 negres peó · c7 negres peó · g7 negres peó · h7 blanques alfil · b6 negres peó · d6 negres peó · h6 negres alfil · d5 blanques peó · g5 negres rei · c4 blanques peó · e4 blanques dama · g3 blanques peó · a2 blanques peó · b2 blanques peó · h2 blanques peó · f1 blanques torre · h1 blanques rei | a8 negres torre · b8 negres cavall · c8 negres alfil · d8 negres dama · a7 negres peó · c7 negres peó · g7 negres peó · h7 blanques alfil · b6 negres peó · d6 negres peó · h6 negres alfil · d5 blanques peó · g5 negres rei · c4 blanques peó · e4 blanques dama · g3 blanques peó · a2 blanques peó · b2 blanques peó · h2 blanques peó · f1 blanques torre · h1 blanques rei | a8 negres torre · b8 negres cavall · c8 negres alfil · d8 negres dama · a7 negres peó · c7 negres peó · g7 negres peó · h7 blanques alfil · b6 negres peó · d6 negres peó · h6 negres alfil · d5 blanques peó · g5 negres rei · c4 blanques peó · e4 blanques dama · g3 blanques peó · a2 blanques peó · b2 blanques peó · h2 blanques peó · f1 blanques torre · h1 blanques rei | 4 |
| 3 | a8 negres torre · b8 negres cavall · c8 negres alfil · d8 negres dama · a7 negres peó · c7 negres peó · g7 negres peó · h7 blanques alfil · b6 negres peó · d6 negres peó · h6 negres alfil · d5 blanques peó · g5 negres rei · c4 blanques peó · e4 blanques dama · g3 blanques peó · a2 blanques peó · b2 blanques peó · h2 blanques peó · f1 blanques torre · h1 blanques rei | a8 negres torre · b8 negres cavall · c8 negres alfil · d8 negres dama · a7 negres peó · c7 negres peó · g7 negres peó · h7 blanques alfil · b6 negres peó · d6 negres peó · h6 negres alfil · d5 blanques peó · g5 negres rei · c4 blanques peó · e4 blanques dama · g3 blanques peó · a2 blanques peó · b2 blanques peó · h2 blanques peó · f1 blanques torre · h1 blanques rei | a8 negres torre · b8 negres cavall · c8 negres alfil · d8 negres dama · a7 negres peó · c7 negres peó · g7 negres peó · h7 blanques alfil · b6 negres peó · d6 negres peó · h6 negres alfil · d5 blanques peó · g5 negres rei · c4 blanques peó · e4 blanques dama · g3 blanques peó · a2 blanques peó · b2 blanques peó · h2 blanques peó · f1 blanques torre · h1 blanques rei | a8 negres torre · b8 negres cavall · c8 negres alfil · d8 negres dama · a7 negres peó · c7 negres peó · g7 negres peó · h7 blanques alfil · b6 negres peó · d6 negres peó · h6 negres alfil · d5 blanques peó · g5 negres rei · c4 blanques peó · e4 blanques dama · g3 blanques peó · a2 blanques peó · b2 blanques peó · h2 blanques peó · f1 blanques torre · h1 blanques rei | a8 negres torre · b8 negres cavall · c8 negres alfil · d8 negres dama · a7 negres peó · c7 negres peó · g7 negres peó · h7 blanques alfil · b6 negres peó · d6 negres peó · h6 negres alfil · d5 blanques peó · g5 negres rei · c4 blanques peó · e4 blanques dama · g3 blanques peó · a2 blanques peó · b2 blanques peó · h2 blanques peó · f1 blanques torre · h1 blanques rei | a8 negres torre · b8 negres cavall · c8 negres alfil · d8 negres dama · a7 negres peó · c7 negres peó · g7 negres peó · h7 blanques alfil · b6 negres peó · d6 negres peó · h6 negres alfil · d5 blanques peó · g5 negres rei · c4 blanques peó · e4 blanques dama · g3 blanques peó · a2 blanques peó · b2 blanques peó · h2 blanques peó · f1 blanques torre · h1 blanques rei | a8 negres torre · b8 negres cavall · c8 negres alfil · d8 negres dama · a7 negres peó · c7 negres peó · g7 negres peó · h7 blanques alfil · b6 negres peó · d6 negres peó · h6 negres alfil · d5 blanques peó · g5 negres rei · c4 blanques peó · e4 blanques dama · g3 blanques peó · a2 blanques peó · b2 blanques peó · h2 blanques peó · f1 blanques torre · h1 blanques rei | a8 negres torre · b8 negres cavall · c8 negres alfil · d8 negres dama · a7 negres peó · c7 negres peó · g7 negres peó · h7 blanques alfil · b6 negres peó · d6 negres peó · h6 negres alfil · d5 blanques peó · g5 negres rei · c4 blanques peó · e4 blanques dama · g3 blanques peó · a2 blanques peó · b2 blanques peó · h2 blanques peó · f1 blanques torre · h1 blanques rei | 3 |
| 2 | a8 negres torre · b8 negres cavall · c8 negres alfil · d8 negres dama · a7 negres peó · c7 negres peó · g7 negres peó · h7 blanques alfil · b6 negres peó · d6 negres peó · h6 negres alfil · d5 blanques peó · g5 negres rei · c4 blanques peó · e4 blanques dama · g3 blanques peó · a2 blanques peó · b2 blanques peó · h2 blanques peó · f1 blanques torre · h1 blanques rei | a8 negres torre · b8 negres cavall · c8 negres alfil · d8 negres dama · a7 negres peó · c7 negres peó · g7 negres peó · h7 blanques alfil · b6 negres peó · d6 negres peó · h6 negres alfil · d5 blanques peó · g5 negres rei · c4 blanques peó · e4 blanques dama · g3 blanques peó · a2 blanques peó · b2 blanques peó · h2 blanques peó · f1 blanques torre · h1 blanques rei | a8 negres torre · b8 negres cavall · c8 negres alfil · d8 negres dama · a7 negres peó · c7 negres peó · g7 negres peó · h7 blanques alfil · b6 negres peó · d6 negres peó · h6 negres alfil · d5 blanques peó · g5 negres rei · c4 blanques peó · e4 blanques dama · g3 blanques peó · a2 blanques peó · b2 blanques peó · h2 blanques peó · f1 blanques torre · h1 blanques rei | a8 negres torre · b8 negres cavall · c8 negres alfil · d8 negres dama · a7 negres peó · c7 negres peó · g7 negres peó · h7 blanques alfil · b6 negres peó · d6 negres peó · h6 negres alfil · d5 blanques peó · g5 negres rei · c4 blanques peó · e4 blanques dama · g3 blanques peó · a2 blanques peó · b2 blanques peó · h2 blanques peó · f1 blanques torre · h1 blanques rei | a8 negres torre · b8 negres cavall · c8 negres alfil · d8 negres dama · a7 negres peó · c7 negres peó · g7 negres peó · h7 blanques alfil · b6 negres peó · d6 negres peó · h6 negres alfil · d5 blanques peó · g5 negres rei · c4 blanques peó · e4 blanques dama · g3 blanques peó · a2 blanques peó · b2 blanques peó · h2 blanques peó · f1 blanques torre · h1 blanques rei | a8 negres torre · b8 negres cavall · c8 negres alfil · d8 negres dama · a7 negres peó · c7 negres peó · g7 negres peó · h7 blanques alfil · b6 negres peó · d6 negres peó · h6 negres alfil · d5 blanques peó · g5 negres rei · c4 blanques peó · e4 blanques dama · g3 blanques peó · a2 blanques peó · b2 blanques peó · h2 blanques peó · f1 blanques torre · h1 blanques rei | a8 negres torre · b8 negres cavall · c8 negres alfil · d8 negres dama · a7 negres peó · c7 negres peó · g7 negres peó · h7 blanques alfil · b6 negres peó · d6 negres peó · h6 negres alfil · d5 blanques peó · g5 negres rei · c4 blanques peó · e4 blanques dama · g3 blanques peó · a2 blanques peó · b2 blanques peó · h2 blanques peó · f1 blanques torre · h1 blanques rei | a8 negres torre · b8 negres cavall · c8 negres alfil · d8 negres dama · a7 negres peó · c7 negres peó · g7 negres peó · h7 blanques alfil · b6 negres peó · d6 negres peó · h6 negres alfil · d5 blanques peó · g5 negres rei · c4 blanques peó · e4 blanques dama · g3 blanques peó · a2 blanques peó · b2 blanques peó · h2 blanques peó · f1 blanques torre · h1 blanques rei | 2 |
| 1 | a8 negres torre · b8 negres cavall · c8 negres alfil · d8 negres dama · a7 negres peó · c7 negres peó · g7 negres peó · h7 blanques alfil · b6 negres peó · d6 negres peó · h6 negres alfil · d5 blanques peó · g5 negres rei · c4 blanques peó · e4 blanques dama · g3 blanques peó · a2 blanques peó · b2 blanques peó · h2 blanques peó · f1 blanques torre · h1 blanques rei | a8 negres torre · b8 negres cavall · c8 negres alfil · d8 negres dama · a7 negres peó · c7 negres peó · g7 negres peó · h7 blanques alfil · b6 negres peó · d6 negres peó · h6 negres alfil · d5 blanques peó · g5 negres rei · c4 blanques peó · e4 blanques dama · g3 blanques peó · a2 blanques peó · b2 blanques peó · h2 blanques peó · f1 blanques torre · h1 blanques rei | a8 negres torre · b8 negres cavall · c8 negres alfil · d8 negres dama · a7 negres peó · c7 negres peó · g7 negres peó · h7 blanques alfil · b6 negres peó · d6 negres peó · h6 negres alfil · d5 blanques peó · g5 negres rei · c4 blanques peó · e4 blanques dama · g3 blanques peó · a2 blanques peó · b2 blanques peó · h2 blanques peó · f1 blanques torre · h1 blanques rei | a8 negres torre · b8 negres cavall · c8 negres alfil · d8 negres dama · a7 negres peó · c7 negres peó · g7 negres peó · h7 blanques alfil · b6 negres peó · d6 negres peó · h6 negres alfil · d5 blanques peó · g5 negres rei · c4 blanques peó · e4 blanques dama · g3 blanques peó · a2 blanques peó · b2 blanques peó · h2 blanques peó · f1 blanques torre · h1 blanques rei | a8 negres torre · b8 negres cavall · c8 negres alfil · d8 negres dama · a7 negres peó · c7 negres peó · g7 negres peó · h7 blanques alfil · b6 negres peó · d6 negres peó · h6 negres alfil · d5 blanques peó · g5 negres rei · c4 blanques peó · e4 blanques dama · g3 blanques peó · a2 blanques peó · b2 blanques peó · h2 blanques peó · f1 blanques torre · h1 blanques rei | a8 negres torre · b8 negres cavall · c8 negres alfil · d8 negres dama · a7 negres peó · c7 negres peó · g7 negres peó · h7 blanques alfil · b6 negres peó · d6 negres peó · h6 negres alfil · d5 blanques peó · g5 negres rei · c4 blanques peó · e4 blanques dama · g3 blanques peó · a2 blanques peó · b2 blanques peó · h2 blanques peó · f1 blanques torre · h1 blanques rei | a8 negres torre · b8 negres cavall · c8 negres alfil · d8 negres dama · a7 negres peó · c7 negres peó · g7 negres peó · h7 blanques alfil · b6 negres peó · d6 negres peó · h6 negres alfil · d5 blanques peó · g5 negres rei · c4 blanques peó · e4 blanques dama · g3 blanques peó · a2 blanques peó · b2 blanques peó · h2 blanques peó · f1 blanques torre · h1 blanques rei | a8 negres torre · b8 negres cavall · c8 negres alfil · d8 negres dama · a7 negres peó · c7 negres peó · g7 negres peó · h7 blanques alfil · b6 negres peó · d6 negres peó · h6 negres alfil · d5 blanques peó · g5 negres rei · c4 blanques peó · e4 blanques dama · g3 blanques peó · a2 blanques peó · b2 blanques peó · h2 blanques peó · f1 blanques torre · h1 blanques rei | 1 |
|   | a | b | c | d | e | f | g | h |   |

Aquesta és la partida favorita de Denker, un dibuix que va fer quan tenia només 15 anys.
Denker–Feit, Nova York 1929, defensa holandesa 

1.d4 f5 2.Cf3 e6 3.g3 b6 4.Ag2 Ab7 5.0-0 Cf6 6.c4 Ae7 7.Cc3 d6
8.d5 e5 9.Cg5 Ac8 10.e4 0-0 11.f4 exf4 12.Axf4 fxe4 13.Ccxe4 Cxe4 14.Axe4 Axg5 15.Dh5 Txf4 16.Dxh7+ Rf7 17.Ag6+ Rf6 18.Txf4+ Axf4 19.Dh4+ Ag5 20.De4 Ae3+ 21.Rh1 Ah3 22.Tf1+ Rg5 23.Ah7 1–0

## Obres
- If You Must Play Chess, Arnold Denker, David McKay Co, 1947.
- The Bobby Fischer I Knew and Other Stories, Arnold Denker, Larry Parr, San Francisco, Hypermodern Press, 1995, ISBN 1-886040-18-4.